# 노부나가의 야망 람세기
《노부나가의 야망 람세기》(일본어: 信長の野望・嵐世記)는 코에이에서 2001년에 윈도우판이 발매된 역사 시뮬레이션 게임, 노부나가의 야망 시리즈의 아홉 번째 작품이다. 후에 Xbox, 플레이스테이션 2(PS2)로 이식되었다. 단, Xbox판은 확장팩인 with 파워업키트는 발매되지 않았다. 자주 嵐世紀라고 오기된다. PC판, PS2판과 함께 염가판도 발매되고 있다.
노부나가의 야망 시리즈를 시작으로 코에이 작품의 패키지 일러스트를 많이 다루고 잇는 나가노 즈요시(長野剛)의 화집 《나가노 즈요시 인물 일러스트레이션 워크스》(원제 : 長野剛 人物イラストレーションワークス, ISBN 4-7758-0433-2)에서는 본작의 패키지 일러스트가 최초로 다루어지고 있다.

## 개요
게임의 목적은 전국에서 다이묘를 1명 선택해(본작에서는 복수 선택은 가능하지 않다) 일본 전토를 통일하는 것이다. 전작 《열풍전》까지와 같은 '무력 통일', 즉 전국의 모든 성을 자신의 지배하에 둠으로써 클리어할 수 있고, 외에도 《패왕전》에서 채용된 종속 다이묘 시스템이 부활하여 '동맹 통일', 즉 플레이어가 모든 다이묘를 종속시킴으로써의 클리어도 가능하고, '종속 통일', 즉 플레이어가 종속한 다이묘가 동맹 통일하는 것으로도 클리어가 가능하다. 그리고 본작에서는 다이묘를 종속시키는 것은 가능하지만, 대등한 관계의 동맹은 맺을 수 없다. 다만 희메를 시집보내 혼인 관계를 맺는 것은 가능하므로, 이에 의해 서로 공격할 확률을 내릴 수 있다.
턴이 다이묘의 명성 순(다만 종속 다이묘는 독립 다이묘의 후)으로 1개월 마다 돌아오고, 순번이 되면 명령을 내리는 시스템이다. 등장 다이묘나 무장 수가 대폭 증가해, 무장 수 1320명은 이 시점에서 시리즈 최다였다. 또 지금까지의 작품에서는 컴퓨터 담당 다이묘의 배하에 가신이 1명도 없을 경우, 다이묘 사망 시에는 그 다이묘가 다스리는 성은 빈 성이 되었지만, 본작에서는 '먼 친척(遠縁)'이라고 하는 설정의 가공 무장이 후계자로 들어와, 다이묘의 뒤를 잇는다. 또 혼인을 맺지 않는 한, 혈연 이외의 무장을 후계자로 지명할 수 없다. 1700년이 되어서도 승리 조건을 만족하지 못하면, 시간 제한으로 게임 오버가 된다.
음악 면에서는, 내정 시의 음악은 전작에서는 다이묘 거성이 있는 지방에 따라 곡이 흘렀지만, 본작에서는 다이묘의 규모에 따라 곡이 변하게 되었다. 다만 다른 가문에 종속 중일 때는 규모에 상관없이 전용 음악이 흐른다. 한편 전쟁 시에서는 전장의 지형에 따라 곡이 흐른다.
또 본작에서 초심자용 게임의 튜토리얼이 Win판에서도 탑재되었다. 콘솔판에서는 전작 《열풍전》의 with PK에서도 튜토리얼이 탑재되었다.
그리고 PC판에서 본작에서부터 이후의 작품으로 계승된 것은,
- 게임 화면이 강제로 풀 스크린 모드로 바뀐다.
- BGM의 비CD-DA화로 게임을 플레이할 때 이외에는 사운드트랙으로 사용할 수 없게 되었다.
- 전투가 리얼타임으로 변함에 따라 다수의 다이묘를 선택하여 플레이할 수 없게 되었다.
- 시리얼에 의한 유저 등록이 되면서 중고 구입자는 유저 페이지를 이용할 수 없게 되었다.
- 플레이스테이션 2로 이식되게 되고, 이식 시에는 개량되거나 새로운 요소가 추가되게 되었다.

등이 있다.
그 이외의 세부적인 것으로는, 본작에서 명목상 주인공인 오다 가의 가문(家紋, 모과 문양)이 지금까지의 밝은 청색에서 짙은 적색으로 표시가 변경되었다.
본작의 PC판에서는 발매 직후에 버그가 다발해서 공식 게시판 등에서 비판되었다. PS2판 with PK에 대해서는 어느 정도 PC판 통상판에서의 불만점도 해소되었다.
그리고 소스넥스트판 통상판 및 다운로드 판매판에 대해서는 비록 신품으로 구입해도 시리얼은 들어있지 않았다. 따라서 유저 등록은 할 수 없기 때문에, PK를 별도 입수해도 패치의 다운로드가 불가능하다. 그 이전에 다운로드 판매판은 PK의 인스톨 자체가 불가능했다. 또 다운로드판은 Vista에 대응하지도 않는다. 다만 소스넥스트판에서도 with PK에는 시리얼이 들어있다.
또 전술한 것과 같이 본작의 BGM은 전작까지와는 달리, CD-DA가 아닌 음악 파일에 의한 연주가 되었다. 그 파일은 "BGM"이라고 하는 확장자로, 그대로는 재생할 수 없다. 그러나 파일의 앞부분을 헥사 에디터 등으로 WAV 파일의 것으로(16진수 08~27) 변환하고, 확장자도 "WAV"로 바꾸면 재생 가능하다. 단, 어떤 이유에서인지 음악파일의 길이가 정상상태의 두배로 출력되므로 음악편집 프로그램을 이용하여 재생시간을 절반으로 조정해야 정상적으로 들을 수 있다.

## 지행제ㆍ군단제의 부활
《패왕전》의 지행제(知行制)가 모양을 바꾸어 부활했다. 이번의 시스템은 훈공이 있는 무장에게 준 지행으로 그 무장의 병력이 결정되게 되었다. 다만 《패왕전》과는 달리 지행고(知行高)는 영국에 일괄적으로 수치로만 표시되기 때문에, 전봉을 행하는 것은 불가능하다. 또 「가신이 요구하는 지행에 비해 석고는 낮기 때문에, 항상 영토 확대를 하지 않으면 지행 부족이 되어, 출분하는 무장이 속출한다」, 「훈공이 없으면 통솔이 높아도 많은 지행을 받을 수 없기 때문에, 무관에게는 좀처럼 지행이 주어지지 않고, 내정 주체의 문관에게만 지행을 주는 결과가 된다」 등 문제점도 많았다.
《천상기》에서 채용된 군단제도 부활했다. 부교(奉行)도 다이묘의 능력치에 따라 임명할 수 있는 부교 수의 상한선이 바뀌기 때문에, 영토가 확대되어 가면 군단장을 임명하게 된다. 제2군단 이후는 통상은 컴퓨터에게 위임하게 되어 대략의 방침만 주어지게 되지만, 혈연 무장이라면 자신의 명령을 내는 것도 가능하다. 제2군단 이하의 부교 수의 상한선도 역시 군단장의 능력치에 따라 결정된다.

## 부교제의 도입
전전작 《장성록》 및 전작 《열풍전》에서 채용된 하코니와(箱庭) 내정 시스템은 본작에서는 채용되지 않고, 《천상기》까지의 수치로 표시하는 방식으로 돌아갔다. 이렇게 말해도 《천상기》까지와는 달리 매월 커맨드를 지정할 필요는 없고, 일단 무장을, 예를 들면 개간 부교에 임명해 두면, 해임하기까지 혹은 고쿠다카가 상한에 이르기까지 지속적으로 그 무장이 개간을 계속하게 된다. 영내 개발에만 그치지 않고 훈련이나 영내 경계 등 군사, 낭인 등용이나 무장 빼돌리기 등 계략에 대해서도 마찬가지로 부교를 임명할 수 있다. 다만 부교를 매 턴마다 임명할 필요가 없다고는 말해도, 배하에서 특정 커맨드를 그 달에 실시해야 하거나, 혹은 삼가야 좋다고 조언을 하는 경우도 있기 때문에, 그에 따라 부교 임명을 적절하게 시행하는 것으로 보다 효율적이게 된다.
또 개발이 진행됨과 동시에 조카마치의 그래픽도 멋지게 되어 가지만, 그래픽 변화는 턴의 교체 때에 행해지고, 또 그것을 알리는 메시지 등도 표시되지 않기 때문에, 개발의 진행이 알기 힘들게 되어 있는 면이 있어 달성감은 비교적 얇다. 그리고 조카마치의 사람들을 클릭하면 말을 시킬 수 있는데, 게임의 힌트나 타국 정보를 가르쳐 주기도 한다.

## 능력치
본작에서의 무장의 능력치는 숨은 것을 포함하여 정치, 통솔, 지략, 야망, 의리, 상성이 있고, 전작까지의 '지모'가 '지략'으로 변경되고, 전쟁에 관한 능력치가 '통솔' 밖에 없다.
특기의 수는 개간, 상업, 개수, 훈련, 등용, 인발(引抜, 빼돌리기), 외교, 회복, 검지(検地, 측량), 치수, 무역, 봉사, 차탕(茶湯, 다도), 검호, 혼란, 수습, 설득, 격려, 포박, 도망, 공성, 그림자(影), 군신, 3단, 우격(雨撃), 철벽, 야리부스마(槍衾), 돌격, 수전(守戦), 연사로 대폭 증가했다. 다만 전작까지는 무장에게 가보가 있는 한 몇 개라도 가보를 줄 수 있었던 것에 반해, 본작에서는 2개까지 밖에 줄 수 없기 때문에, 후술하는 PK의 에디터를 사용해도 가신 자신이 본래 가진 특기 (최대) 4개 + 가보에 의해 부가된 특기 (최대) 2개로 6개까지 밖에 특기를 갖게 할 수 없다.

## 제세력에 대하여
본작에서는 각각 다른 특성이 있는 주인공을 선택할 수 없고 제세력(諸勢力)이라고 하는 시스템을 채용하고 있어서, 센고쿠 시대의 세력 배치나 복잡한 지배 관계를 가능한 한 재현하는 것을 노리고 있다. 제세력으로는, 고쿠진슈(国人衆), 지샤슈(寺社衆), 스이군슈(水軍衆), 닌자슈(忍者衆), 자치도시(自治都市), 조정(朝廷)이 있다. 지샤슈는 다시 옛 불교, 잇코슈(一向宗), 기리시탄으로 나뉜다. 제세력은 상당히 강력하여, 플레이어는 고쿠진슈를 제외한 제세력을 멸망시킬 수 없기 때문에(PS2 PK판에서만 사사 세력도 멸망시킬 수 있다), 항상 우호관계를 유지할 필요가 있다.
제세력에는 금전, 쌀, 철포, 가보 그 외를 제공하면 관계를 좋게 만들 수 있다. 처음에는 관계가 대체로 소원(疎遠)으로 되어 있고, 원조를 계속하면 우호, 나아가 친밀로 만들 수 있다. 반대로 이들로부터 금전 등을 요구ㆍ요청하거나, 다양한 요인으로 적대관계가 되거나 하면 관계는 대립 그리고 구적(仇敵)으로 차가워진다. 관계가 악화되면 교섭도 할 수 없게 된다. 대체로 금과 쌀의 제공만은 받아들이므로, 완전히 방법이 없는 것은 아니다. 또, 자치군시, 닌자, 지샤, 스이군슈에 선전을 의뢰하면, 각각의 세력권에 있는 모든 제세력과의 관계가 개선된다.
제세력에는 규모가 1~10의 범위에 설정되어 있고, 제공한 물자에 비례하여 성장해 간다. 규모에 따라, 그 제세력의 동원병력이나 선전 등의 효율이 올라가고, 아군이라면 도움이 되는 반면, 적으로 돌아서면 만만치 않게 된다. 격전지에서는 주위의 다이묘에게 물자를 제공받은 제세력이, 자주 강대한 존재로 성장하게 된다.
어느 제세력이 이미 다른 다이묘와 '친밀'한 관계일 경우, 아무리 관계를 좋게 하려고 해도 그대로는 '우호'까지만 가능하다. 이런 경우는 '친밀'한 관계인 다이묘를 멸망시키는 것이 하나의 방법이지만, 자치군시나 닌자, 지샤슈는 각각의 세력권에 악평을 유포하는 것도 가능하기 때문에, 그런 세력에게 악평을 흘리게 해 그 틈을 노리는 방법도 있다. 반대로 말하면, 자신의 다이묘에의 악평을 방치해 두면 눈 깜짝할 순간에 제세력과의 관계가 악화된다. 또는 잇키를 일으키도록 유도한다. 그리고 다른 다이묘의 행동의 결과로 보기 드물게 '우호'로 내려가기도 하므로 그때를 기다린다.
게임 시작 때는, 제세력의 두령은 실재 인물, 예를 들면, 사가미의 닌자슈 '후마류(風魔流)'는 후마 고타로가 취임해 있지만, 수명이 다해 죽거나, 다이묘에게 무장으로 등용되거나 하면, 가공의 인물이 두령이 되기도 한다. 제세력의 두령은 자신의 다이묘 가문에 사관시키는 것도 가능하다. 원조를 계속하여 양호한 관계를 유지하면 랜덤으로 사관을 요청해 오지만, 고쿠진슈, 스이군슈, 닌자슈는 같은 출신의 무장이 있으면 이쪽에서 권유하는 것도 가능하다. 사관의 신청을 거절할 수도 있다.
고쿠진슈, 지샤슈는 독자적인 병력을 보유하고 있는데, 잇키를 일으키면 힘이 없는 다이묘는 멸망해버릴 정도이다. 고쿠진ㆍ지샤슈의 잇키가 성공하면 그대로 다이묘가 되지만, 제세력은 다른 사람이 뒤를 이어 그대로 남는다.
전술한 것처럼, 커맨드의 반자동화로 전작까지에서 상당한 부분을 차지했던 요소가 간략화된 것도 있고, 또 무력으로 멸망시키는 것도 가능하지 않다. 지금까지의 작품에서는 오다 가는 컴퓨터가 담당할 경우 작품 타이틀대로 대부분의 세력을 제압하지만, 본작에서는 반대로 몰락하는 경우가 많다. 이것은 오다 가와 혼간지의 상성이 나쁘게 설정되어 있는 것과, 본작의 지행제나 제세력 등의 시스템이 오다 가의 내부 분열을 일으키는 방향으로 움직이기 쉬운 것이 이유이다.

### 고쿠진슈
고쿠진슈는 적으로 돌리면 전투에서 상당히 불리하게 되지만, 반대로 우호 이상의 관계를 유지하면, 국내의 경비를 의뢰할 수 있다. 그 중에서는 그 구니 고유의 특기를 가지고 있는 고쿠진슈도 있어서, 배하의 무장에게 병종을 몸에 익히는 것을 가능하게 하는 수행을 하는데 필요한 입문서를 주는 등의 이점이 있다. 구체적으로는 다음과 같다.
단야(鍛冶)
철포, 대포를 헌상한다. 입문서로 '철포' 혹은 '하타(荷駄)' 수행이 가능하게 된다.
마사(馬飼)
말을 헌상한다. 입문서로 '기마' 수행이 가능하게 된다.
축성
성의 최대 방어도가 올라가는 축성 기술의 제공, 혹은 개수를 돕는다. 입문서로 '활(弓)' 수행이 가능하게 된다
금굴(金堀)
금을 헌상한다. 입문서로 '하타' 수행이 가능하게 된다.
약사(薬師)
배하 무장 중에 병든 사람이 있을 때 약을 헌상한다.
또 축성 기술은 PK의 에디터로도 변경할 수 없다.
그 구니를 통일할 경우는, 검지를 통해 고쿠진슈의 토지를 빼앗아 총 고쿠다카를 올리는 것도 가능하지만, 관계는 악화된다. 그리고 검지를 계속하면 그 구니에서 고쿠진슈는 소멸된다.

### 지샤슈
지샤슈는 교섭할 때에 다이묘의 개종을 요구해 오는 경우도 있다. 개종하면 그 종파와의 교섭은 용이하게 되지만, 다른 종파와의 교섭은 어렵게 된다. 또 포교 활동을 행하여, 무장을 개종시키는 경우도 있다.
지샤슈 중에서도 특히 잇코슈는 철포 부대를 이끄는 일이 있기 때문에 실로 번거럽고, 또 잇키를 일으켜서 새로운 다이묘가 된 경우에는 혼간지가 존재하는 시나리오에서는 혼간지에 자동적으로 종속된다. 그 때문에 혼간지가 존재하는 시나리오에서는 혼간지는 상당한 비율로 세력을 늘린다.

### 스이군슈
스이군슈는 교섭할 때에 다른 수군과의 절연을 요구해 오는 경우도 있다. 또 스이군슈과의 관계가 악화되면 연안의 해역에서 해적 행위를 일으키고 금이나 쌀을 약탈하는 경우도 있지만, 관계가 좋아지면 명과의 무역을 하는 것도 가능하고, 성공하면 가보 등을 입수할 수 있다. 그리고 전투에서 도해가 필요한 경우, 관계가 '구적'이면 도해를 거부하고, 통행을 허락한 경우에도 관계가 나쁜 정도만큼 통행료나 도항 부대 수가 불리하게 된다. 게다가 전투에서는 통행을 허락한 스이군슈가 적으로 돌아서 버리는 경우도 있다. 스이군슈는 자신과 친밀한 다이묘령에의 통행을 허락하지 않기 때문에, 자신과 친밀하게 되면 그 스이군슈가 지배하는 해역에서의 침공을 두려워할 필요가 없게 된다. 스이군슈끼리의 전투도 있고, 해역을 잃은 스이군슈는 멸망한다. 그러나 플레이어는 어딘가에 가세하는 이상의 개입은 할 수 없다. 멸망한 스이군슈의 두령은 낭인이 된다.

### 닌자슈
닌자슈는 정보 수집이나 다양한 모략 실행에 필요한 닌자를 빌려준다. 본작에서는 다른 다이묘의 정보는 미리 닌자를 잠입시켜, 수 턴이 경과해야 처음으로 모든 정보를 알 수 있게 되기 때문에, 그리고 적국에의 공작 활동 때문에도 닌자슈와의 관계는 중요하다. 또 관계가 양호하면 유능한 닌자나 쿠노이치를 빌릴 수도 있다.
닌자와 다른 다이묘의 무장, 혹은 닌자끼리 전투가 발생하기도 한다. 전투의 결과 닌자가 부상 혹은 죽으면, 닌자의 레벨이 올라가는 경우도 있다.

### 자치군시(상인)
자치군시와의 관계가 좋아지면, 상인과의 거래에서 유리하게 된다. 또 다기를 가지고 있는 무장에게 거래를 시킬 경우, 랜덤으로 다회가 열리고 다기를 받거나 타국 정보를 입수하기도 한다.
그리고 상인에 대해서는 무장 등과 달리 사료가 부족하기 때문에, 게임 시작 때부터 가공의 상인도 있다.

### 조정
영국에 사자로서 구게가 방문하고, 자금 원조나 고료쇼(御料所) 반환을 요구해 온다. 고료쇼 반환에 응하면 고쿠다카(병량 수입)는 감소하지만, 조정과의 관계는 좋아진다. 조정과의 관계가 좋아지면 관위 서임을 해 준다. 반대로 조정과의 관계가 악화되면, 조정의 사자가 군단장을 부추겨 모반을 일으키게 해 버린다.
조정 공작은 통상판의 경우 이쪽에서 할 수 있는 것은 없지만, 조정이 있는 긴키권의 제세력에게 자신의 가문의 선전을 의뢰하여 사자의 방문 빈도를 높이는 것은 가능하다.

### 막부
세이이타이쇼군이 된 다이묘가 있을 경우는 막부도 제세력의 하나가 된다. 다이묘 토벌령이나 역직 취임을 받는 것에는, 그 다이묘와의 우호도가 좌우한다. 토벌령을 받은 다이묘는 다른 다이묘와의 우호도가 일제히 저하된다. 또 역직 취임에 의해 명성도 오르지만, 막부의 권위가 저하하면 그 상승폭도 작아진다.
플레이어 다이묘 자신도 세이이타이쇼군이 되어 막부를 열 수 있다. 조건은 「조정과 친밀할 것」, 「정3위 이상의 관위를 가지고 있을 것」, 「고쿠다카가 6만석 이상일 것」이다. 막부를 열면 다른 다이묘를 역직에 취임시키는 것이나 토벌령을 내는 것을 외교 전략의 수단으로 삼을 수 있다. 다만 역직을 주면, 다른 다이묘가 질투하여 우도호가 내려가기도 한다.
막부를 연 세력이 존재하고, 다른 다이묘가 새롭게 막부를 열 수 있는 조건을 만족할 경우에는 조정은 옛 쇼군을 해임하고, 새롭게 조건을 만족시킨 다이묘가 쇼군센게(将軍宣下)를 받고, 막부를 열게 된다.
본작은 챌린지 모드 등 단편 시나리오를 제외하고, 시리즈에서 유일하게 에도 막부가 시나리오 시작 때부터 존재하지만, 막부 역직은 무로마치 막부의 것만 준비되어 있다.

## 전투 시스템
전투 면에서는 지금까지의 적과 아군이 서로 번갈아 커맨드를 내는 턴제에서, 리얼타임으로 지시를 내리고 지시에 따라 반자동으로 전투를 행하는 리얼타임 전략의 요소를 도입하게 되었다. 또 각 부장에게 '창', '궁', '기마', '철포', '대통(大筒, 대포)', '하타'라고 하는 병종이 설정되고, 소지하지 못한 병종의 부대는 이끌 수 없게 되었다.
이상과 같이 지금까지의 노부나가의 야망 시리즈에는 없었던 새로운 방식으로 변환된 전쟁이었지만, 적 총대장만을 노리면 되는 점 등 결점이 눈에 띄어, 발매 직후부터 불평을 들었다.
또 무장 소대를 궤멸시키면 PC판에서는 바로 부대 궤멸이었던 것에 반해, 콘솔판에서는 가장 가까운 아군 거점 혹은 퇴각 포인트로 패주하게 되는 등, 시스템이 다소 변경되었다.

## 시나리오
본작에서는 《천상기》 이후로 '노부나가 탄생' 시나리오가 탑재된 것 외에, 시리즈에서는 처음으로 오다 가가 노부나가와 노부유키의 2개 가문으로 분열되어 있는 '노부유키 모반' 시나리오가 있다. 그 외에 한 번 통일을 하면 출현하는 시나리오를 포함하여, 통상판에서는 5개의 시나리오가 탑재되었다. 또 PC판에서는 본작 이후 다운로드 판매에 의한 시나리오가 판매되게 되었다.
통상판의 시나리오는 이하의 5개가 있다. '가문 분열'은 통일 후에 출현한다.
1. 1534년 5월 노부나가 탄생(信長誕生)
2. 1556년 5월 노부유키 모반(信行謀反)
3. 1570년 4월 노부나가 포위망(信長包囲網)
4. 1582년 2월 혼노지의 변(本能寺の変)
5. 1582년 6월 가문 분열(家中分裂)

또, 온라인 통신판매에서 이하의 시나리오를 구입할 수 있다.
1. 1542년 8월 미노의 살무사(美濃の蝮)
2. 1548년 9월 살무사의 딸(蝮の娘)

파워업키트판에서는 이하의 시나리오가 추가되었다. 다만, Xbox판, PS2판은 기본으로 탑재되었다. '결전', '오사카의 진' 출현은, PC판에서는 미션 챌린지 모드에서 지정된 미션을 클리어할 필요가 있지만, Xbox판, PS2판에서는 '오사카의 진'만 표준 탑재되었다. '세키가하라 전야'와 '결전'의 차이는, '세키가하라 전야'는 도요토미 측과 도쿠가와 측의 다이묘가 각각 종속 다이묘로서 등장하지만, '결전'에서는 《천상기》의 '세키가하라 전야' 시나리오에서처럼 가신화하여 도요토미와 도쿠가와로 집약되어 있는 것이다.
1. 1546년 1월 노부나가 등장(信長元服)
2. 1560년 5월 오케하자마 전투(桶狭間合戦)
3. 1573년 4월 신겐 죽다(信玄死す)
4. 1585년 9월 시코쿠 정벌(四国征伐)
5. 1599년 3월 세키가하라 전야(関ヶ原前夜)
6. 1599년 3월 결전(決戦)
7. 1614년 7월 오사카의 진(大坂の陣)

이하는 PS2판 파워업키트에서만 추가된 시나리오이다. '제왕의 전투'는 동서고금의 저명한 인물이 참전하는 가공 시나리오이다.
1. 1582년 6월 야마자키 전투(山崎の合戦)
2. 1570년 4월 제왕의 전투(諸王の戦い)

## 파워업키트
파워업키트(PK)판에서는 신무장ㆍ신가보의 등록 에디터 외에, 자작 역사 이벤트를 작성할 수 있는 에디터가 새롭게 등장했다. PS2판에서는 자동 작성 방식이다. 마에다 케이지 등의 신무장이나 '노부나가 등장' 등 새로운 시나리오도 추가되었다. 전작의 PS판 《열풍전》의 with 파워업키트에도 있었던 일본과 세계의 무장이 등장하는 가공 시나리오 '제왕의 전투'도 일부 다이묘가 변경ㆍ추가되어 수록되었다. 다음 작 《창천록》에서도 역사 이벤트 에디터는 탑재되었지만, 본작의 것보다도 간략화되었다. 또 《천하창세》 및 《혁신》에서는 이벤트 에디터가 탑재되지 않았다.
통상판에서의 게임 시스템의 변경점은, 통상판에서는 한 번 친밀하게 된 세력과는 좀처럼 내려가지 않았던 우호도가 시간 경과에 따라서 내려가거나, 어느 종파와 친밀하게 되면 다른 종파와는 교섭이 불가능하게 되거나 하도록 게임 밸런스를 변경 가능하게 되었다. 그리고 이벤트에 의지했던 막부 담당 때의 다이묘 토벌령 발령이나 구게 방문 때의 조정 공작이 커맨드로 추가되었다. 또 무장마다 설정된 출신국으로는 전투 동안만 통솔이 높아진다. 그 외의 점에서도 시스템 면이 보다 강화되었다.
컴퓨터의 사고도 변경되었다. 통상판에서는 호전적으로 수비를 생각하지 않고, 또 내정과 전쟁이 각각의 국면으로 분리되었기 때문에, 서로 공격해 들어간 곳의 성을 떨어뜨리고, 그 결과로 영토를 교환하게 되는 장면이 자주 보인다. 또, 제세력에게도 별로 투자하지 않고, 기회를 틈타는 일이 많아졌다. 파워업키트에서는 방어 중심의 사고가 되어, 제세력의 회유에도 힘을 들이게 되었다. 그 때문에 전투의 빈도는 내려간 반면, 하나하나의 전투에서는 만만치 않게 되었다. 그리고 이 사고의 변경에 따라 제세력의 성장이 빨라지고, 그 중요성이 커졌다.
전작의 숏 시나리오 모드의 발전형인 미션 챌린지 모드도 추가되었다. 일정 조건 하에서 소정의 미션을 클리어하는 것을 목표로 하는 것이다. 각 미션의 클리어에는 신무장이나 신가보, '결전', '오사카의 진' 등 새로운 시나리오 등이 보상으로 주어진다.
Windows판에서는 팬클럽 전용 서비스로 배포 된 얼굴 변경 에디터에 의해, 신무장에게 기존의 CG를 이용할 수 있게 되고, 이것을 이용하여 자작 그림의 이용이나 타사 작품의 인물 등의 등록도 가능하게 되었다. 다만, 무장의 얼굴은 256색 뿐으로, 게임에서 사용할 수 없는 색의 CG를 사용하면 색이 약간 변하게 된다.
그리고 코에이 공식적으로는 Windows판 PK가 Windows 2000 이전 OS에 대응하고, XP 이후에서의 동작 보정은 되지 않는다. XP에서도 일단 불안정하게는 동작한다. 2008년에 발매된 소스넥스트판 with PK에서는 정식으로 XP에 대응하지만, Vista에의 대응은 언급되지 않았다.